# 2013-as magyar birkózóbajnokság
A 2013-as magyar birkózóbajnokság a százhatodik magyar bajnokság volt. A férfi kötöttfogású bajnokságot április 28-án rendezték meg Cegléden, a Városi Sportcsarnokban, a férfi és a női szabadfogású bajnokságot pedig május 11-én Kecskeméten, a Messzi István Sportcsarnokban.

## Eredmények

### Férfi kötöttfogás
| Versenyszám | Arany                           | Arany | Ezüst                        | Ezüst | Bronz                                                               | Bronz |
| ----------- | ------------------------------- | ----- | ---------------------------- | ----- | ------------------------------------------------------------------- | ----- |
| 55 kg       | Borsos Dávid Kaposvári NSE      |       | Lévai Zoltán Dorogi NC       |       | Juhász Bence Diósgyőri BCKovács Bence Kaposvári NSE                 |       |
| 60 kg       | Krasznai Máté Ferencvárosi TC   |       | Knipli Csongor Dél-Zselic SE |       | Kmegy Dániel Vasas SC-Ceglédi VSEGérnyi Dávid Kőbánya SC            |       |
| 66 kg       | Jäger Krisztián Dorogi NC       |       | Fritsch Róbert Csepeli ABI   |       | Tóth Martin Ceglédi VSESzakolczi Hunor Dorogi NC-Honvéd Szondi SE   |       |
| 74 kg       | Szabó Martin Sziget SC          |       | Szabó László Vasas SC        |       | Korpási Bálint BVSC-Ganzdr. Kun Renátó Ferencvárosi TC              |       |
| 84 kg       | Bácsi Péter Ferencvárosi TC     |       | Lőrincz Viktor Ceglédi VSE   |       | Szabó Patrik Sziget SCMadarasi Gábor Egri Vasas-SI                  |       |
| 96 kg       | Varga Ádám Vasas SC             |       | Rizmajer György BVSC-Ganz    |       | Németh Iván Ferencvárosi TCMajoros Ármin Egri Vasas-Ferencvárosi TC |       |
| 120 kg      | Deák Bárdos Mihály Diósgyőri BC |       | Lám Bálint BVSC-Ganz         |       | Dömötör László Kecskeméti BCKiss Balázs BVSC-Ganz                   |       |

### Férfi szabadfogás
| Versenyszám | Arany                                             | Arany | Ezüst                                                 | Ezüst | Bronz                                                                              | Bronz |
| ----------- | ------------------------------------------------- | ----- | ----------------------------------------------------- | ----- | ---------------------------------------------------------------------------------- | ----- |
| 55 kg       | Kardos Róbert Csepeli BC-Szegedi VSE              |       | Juhász Bence Diósgyőri BC                             |       | Aranyosi Zsolt Miskolc-Abaújszántó VSENyíri Milán Csepeli BC                       |       |
| 60 kg       | Molnár József Abonyi BC                           |       | Kránitz Adrián Orosházi Spartacus                     |       | Kmegy Dániel Vasas SC-Ceglédi VSE                                                  |       |
| 66 kg       | Wöller Gergő Vasas SC                             |       | Farkas Gábor Ferencvárosi TC-Testnevelési Főiskola SE |       | Németh István Vasas SCLukács Norbert Csepeli BC                                    |       |
| 74 kg       | Tőzsér Sándor Kőbánya SC-Testnevelési Főiskola SE |       | Nagy Mihály Erzsébeti SMTK-Váci Forma SE              |       | Lukács-Farkas András Haladás VSEGulyás Zsombor Csepeli BC-Testnevelési Főiskola SE |       |
| 84 kg       | Antunovits László Érdi Spartacus                  |       | Gyurits Gergely Csepeli BC                            |       | Rögler Gábor Kőbánya SC-Testnevelési Főiskola SEGyörgyi Péter Csepeli BC           |       |
| 96 kg       | Szmik Attila Csepeli BC-Dunaharaszti MTK          |       | Tóth Rafael Ferencvárosi TC                           |       | Szabó Mihály Vasas SCAdamecz József Vasas SC                                       |       |
| 120 kg      | Ligeti Dániel Haladás VSE                         |       | Rajczi Gergő Dél-Zselic SE                            |       | Ekkert Gábor Dél-Zselic SECsercsics Richárd Haladás VSE                            |       |

### Női szabadfogás
| Versenyszám | Arany                          | Arany | Ezüst                                    | Ezüst | Bronz                                                             | Bronz |
| ----------- | ------------------------------ | ----- | ---------------------------------------- | ----- | ----------------------------------------------------------------- | ----- |
| 48 kg       | Lemák Diána Érdi Spartacus     |       | Nyíri Dóra Püspökladányi NSE             |       | Baracsi Zita Kecskeméti BC                                        |       |
| 51 kg       | Dénes Mercédesz Érdi Spartacus |       | Kőrösi Kitti Zalaegerszegi BSE           |       | Tornyos Dorina Zalaegerszegi BSE                                  |       |
| 55 kg       | Jäger Szimonetta Dorogi NC     |       | Bubori Dorina Kaposvári SI               |       | Kőrösi Éva Kőbánya SC                                             |       |
| 59 kg       | Barka Emese Vasas SC           |       | Rádi Nikoletta KTE                       |       | Lugosi Zsuzsanna Miskolci BSE-Abaújszántó                         |       |
| 63 kg       | Sastin Marianna Vasas SC       |       | Sándor Klaudia Ferencvárosi TC-Gyál TBSE |       | Juhász Renáta Túrkevei VSEDodó Lilla Püspökladányi NSE            |       |
| 67 kg       | Godó Kitti Vasas SC            |       | Forgó Fruzsina Vasas SC                  |       | Torma Zita Vasas SC                                               |       |
| 72 kg       | Vanessa Wilson Vasas SC        |       | Németh Éva Orosházi Spartacus            |       | Szabó Franciska Vasas SCNémeth Zsanett Csepeli BC-Veszprémi Dózsa |       |